# 岸田正次郎
岸田 正次郎（きしだ まさじろう、1897年〈明治30年〉12月26日 – 1979年〈昭和54年〉3月29日）は、日本の実業家。
元衆議院議員岸田正記の弟。元衆議院議員岸田文武の叔父。衆議院議員・第100代内閣総理大臣岸田文雄の大叔父。

## 経歴
広島県出身。父は岸田幾太郎。大正10年（1921年）早稲田大学政経科、大正14年（1925年）ハーバード大学各卒業。英独に留学、昭和元年（1926年）帰朝、内務省嘱託、富士瓦斯紡績に勤務、昭和9年（1934年）幾久屋百貨店専務。

## 人物像
宗教は真宗。趣味は庭球、碁。

## 家族
- 妻：豊子（旧姓中村）
  - 子：岸田公治（福井工大産業工学研究所長、日本原子力学会員・エネルギー変換工学、1929-2001）[1]
    - 孫：エリス俊子（旧姓・岸田、公治の娘、1956年 - 、東大名誉教授、比較文学）

  - 子：岸田尚治[1]